# Ernst Förstemann
Ernst Wilhelm Förstemann (ur. 18 września 1822 w Gdańsku, zm. 4 listopada 1906 w Charlottenburgu) – niemiecki historyk, językoznawca, bibliotekarz, archeolog. 

## Życiorys
Był jednym z sześciorga dzieci nauczyciela matematyki. W 1840 r. ukończył Gimnazjum Miejskie w Gdańsku. Do 1844 r. studiował językoznawstwo porównawcze na Uniwersytecie Fryderyka Wilhelma w Berlinie, zaś tytuł doktorski uzyskał w tym samym roku na Uniwersytecie w Halle. Po powrocie do rodzinnego miasta, był w latach 1845–1851 nauczycielem w Gimnazjum Miejskim. W tym okresie prowadził też amatorskie badania archeologiczne, głównie na terenie Gdańska oraz powiatu puckiego, odkrywając przede wszystkim popielnice twarzowe kultury pomorskiej. W 1851 r. przeniósł się do Wernigerode (Saksonia-Anhalt), gdzie pracował w liceum i jako archiwista-bibliotekarz u hrabiów zu Stolberg. Tam w latach 1856–1859 powstała jego ważna rozprawa Altdeutsches Namenbuch. W 1865 r. przeniósł się do Drezna i został kierownikiem Biblioteki Królewskiej. Tam też powstało jego najsławniejsze dzieło Zur Entzifferung der Mayahandschriften (Odcyfrowanie rękopisów Majów), wyd. 1887-1898, w którym dokonał pierwszego odczytania pisma obrazkowego Majów.

## Wybrane dzieła
- Altdeutsches Namenbuch, 2 tomy, 1856-59
- Über die Gräflich Stolbergische Bibliothek zu Wernigerode, 1866.
- Mitteilungen der königlichen öffentlichen Bibliothek zu Dresden, 1866 i następne lata.
- Geschichte des deutschen Sprachstammes, 2 tomy 1874-75
- Zur Entzifferung der Mayahandschriften, 7 tomów 1887-98